# المؤسسة العامة للتأمينات الاجتماعية (الكويت)
المؤسسة العامة للتأمينات الاجتماعية مؤسسة حكومية كويتية بدأت في تطبيق أنظمة المعاشات التقاعدية في 1 يناير 1955 ، وذلك ضمن نظام الموظفين والتقاعد في الحكومة، ثم صدر أول قانون مستقــل للمعاشــــات بالمرسوم بالقانون رقم (3) لسنة 1960 الذي بــدأ تطبيقـــه في (1 أبريل 1960) وشمل موظفي الحكومـــة من مدنيين وعسكريين، ثم تبعـــه قانــون مستقـــل لمعاشات ومكافآت التقاعد للعسكرييـــن الصـادر بالمرسوم بالقانون رقم (27) لسنة 1961 والــذي بدأ تطبيقه في (9 سبتمبر 1961) ، وهي تعتبر من أهم المؤسسات الحكومية في الدولة حيث انها ترعي شريحة كبيره من المجتمع الكويتي وهم مستحقي المعاشات التقاعدية كذلك في حال وفاة صاحب المعاش يتم توزيع انصبة علي الورثة المستحقين حسب قانون توزيع الانصبة، هناك العديد من القوانين التي تنصها المؤسسة وذلك لجعل حياة الفرد الكويتي يسيره من الناحية المادية. كذلك تعتبر من أفضل المؤسسات للتأمينات الاجتماعية بين دول الخليج العربي.